# Ottavio Rinuccini
Ottavio Rinuccini (20 de Janeiro de 1562 – 28 de Março de 1621) foi um poeta e librettista da Música renascentista italiana.